# Heinrich Gusztáv
Heinrich Gusztáv (Pest, 1845. március 17. – Budapest, 1922. november 7.) irodalomtörténész, egyetemi tanár, a Magyar Tudományos Akadémia és a Kisfaludy Társaság tagja. A hazai pozitivista irodalomtörténet kiemelkedő képviselője.

## Életpályája
Heinrich János dunagőzhajó-társasági hivatalnok és Fleischer Erzsébet fia. Középiskoláit Pesten, egyetemi tanulmányait Lipcsében (1863–1864) és Bécsben (1865–1866) végezte. 1867-ben bölcsészdoktori, 1871-ben tanári oklevelet nyert német nyelv- és irodalomból, valamint történelemből és földrajzból.
1867-től a pesti evangélikus gimnáziumban tanított. 1873-tól 1905-ig a német nyelv és irodalomnak – előbb helyettes, később rendkívüli, majd 1878-tól rendes – tanára a budapesti egyetemen. Az egyetem bölcseleti karának 1886–1888 között dékánja, azután 1895-ig prodékánja volt, 1903–1904-ben rektora.  A Magyar Tudományos Akadémia 1880-ban levelező, 1892-ben rendes tagjává, a Kisfaludy Társaság 1882-ben rendes tagjává választotta. 1905-től 1920-ig a Magyar Tudományos Akadémia főtitkári tisztségét viselte. A Budapesti Philologiai Társaság és a Magyar Pedagógiai Társaság elnöke volt, főrendiházi tag.
Fontos szerepet játszott a hazai tanügy alakításában. Többször megfordult Németországban, Olaszországban, Franciaországban és Svájcban, ahol a tanügyi intézményeket is tanulmányozta; számos alkalommal képviselte az MTA-t, a Kisfaludy Társaságot és a magyar kormányt bel- és külföldi ünnepeken, gyűléseken. Tanítványai 1912-ben emlékkönyvet adtak ki tiszteletére: Philológiai dolgozatok a magyar-német érintkezésekről.
Sírja a Fiumei úti sírkertben található (20/1-1-35). Fakereszttel jelölt sírhelyére 2011-ben állított a Nemzeti Örökség Intézete műmárvány síremléket.

### Munkássága

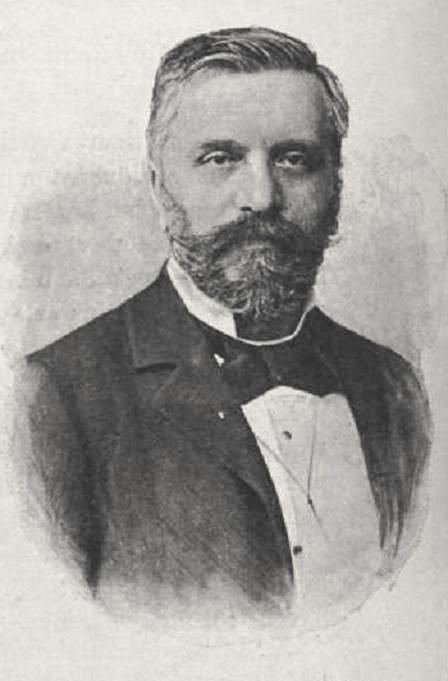
Heinrich Gusztáv

Az 1860-as évektől haláláig dolgozott. Sokoldalú és nagy kiterjedésű irodalmi munkásságot fejtett ki a német és magyar irodalomtörténet terén. A modern filológia módszerét 1873-tól kezdve ő honosította meg a magyar irodalomtudományban. Racionalista volt, pozitivista szellemét reális filológiai szempontok vezették. A német nyelv és irodalom egyetemi tanszékén sok értékes dolgot ültetett át a németországi szaktudományból a magyar tudományos világba, a német irodalomnak a magyarra tett hatását rendszeresen vizsgálta. Mint német mesterei, V. Scherer és F. Zarncke, ő is a pozitív részletmunka híve volt; tényeket követelt, ezekből vonta le következtetéseit. A csak stílusművészetre törekvő filozofálást nem sokra becsülte, az esztétizálókat kigúnyolta, mert csak a szövegekben való oknyomozó elmélyedéssel látta biztosítottnak a tudományos módszert.
A Budapesti Philologiai Társaságban elmondott 1887. évi elnöki megnyitó beszédében azt fejtegette, hogy a magyar irodalomtörténet csak csekély részben tudomány, nagyobb részben felszínes vélekedés, üres frázis, mert a magukat tudósoknak képzelő szépírók, zsurnaliszták megálltak a kezdet kezdetén. Ez a beszéde különösen nagy felhördülést keltett az irodalomtörténészek körében.
Mint szerkesztő főként az Egyetemes Philologiai Közlöny és a Régi Magyar Könyvtár alapításával szerzett érdemeket. Régi szövegkiadásai tudományos vizsgálódásra hozzáférhetővé tették a 16–19. század irodalmi alkotásait. Iskolaügyi kérdéseket és kultúrpolitikai feladatokat tárgyaló cikkei tele voltak reformgondolatokkal, tudományos értekezései és bírálatai kitűntek filológiai módszerességükkel. Összefoglaló munkája, A német irodalom története (1886–1889) befejezetlenül maradt, mert olyan széles alapokon kezdte meg felépítését, hogy két kötet közreadása után elkedvetlenedett a folytatástól. Teljes német irodalomtörténete a szerkesztésében 1905-ben megindult Egyetemes irodalomtörténet lapjain jelent meg. A német irodalom történetének ez volt az első nagyszabású leírása magyar nyelven.
Legértékesebb tanulmányai a Budapesti Szemlében jelentek meg. Több tankönyv, tudományos könyvsorozat és folyóirat szerkesztésében vett részt. 1868–69: Tanügyi Füzetek (Császár Károlylyal); 1872–78: Magyar Tanügy (a II. évfolyamtól Kármán Mórral); 1877–91: Egyetemes Philologiai Közlöny (Ponori Thewrewk Emillel); 1883–91: Ungarische Revue (Hunfalvy Pállal); Ungarische Rundschau, Akadémiai Értesítő, Régi Magyar Könyvtár, Olcsó Könyvtár, Egyetemes irodalomtörténet (1904–1912, négy kötet). Számos szövegkiadást rendezett sajtó alá (Poncianus históriája, Aranyosrákosi Székely Sándor, Bolyai Farkas, Dugonics András, Kazinczy Ferenc, Mészáros Ignác.) Sajtó alá rendezte Greguss Ágost Tanulmányainak III. kötetét (1884.) és a Tudós Nők magyarázatos kiadásának 2. kiadását (1894.)

## Munkái

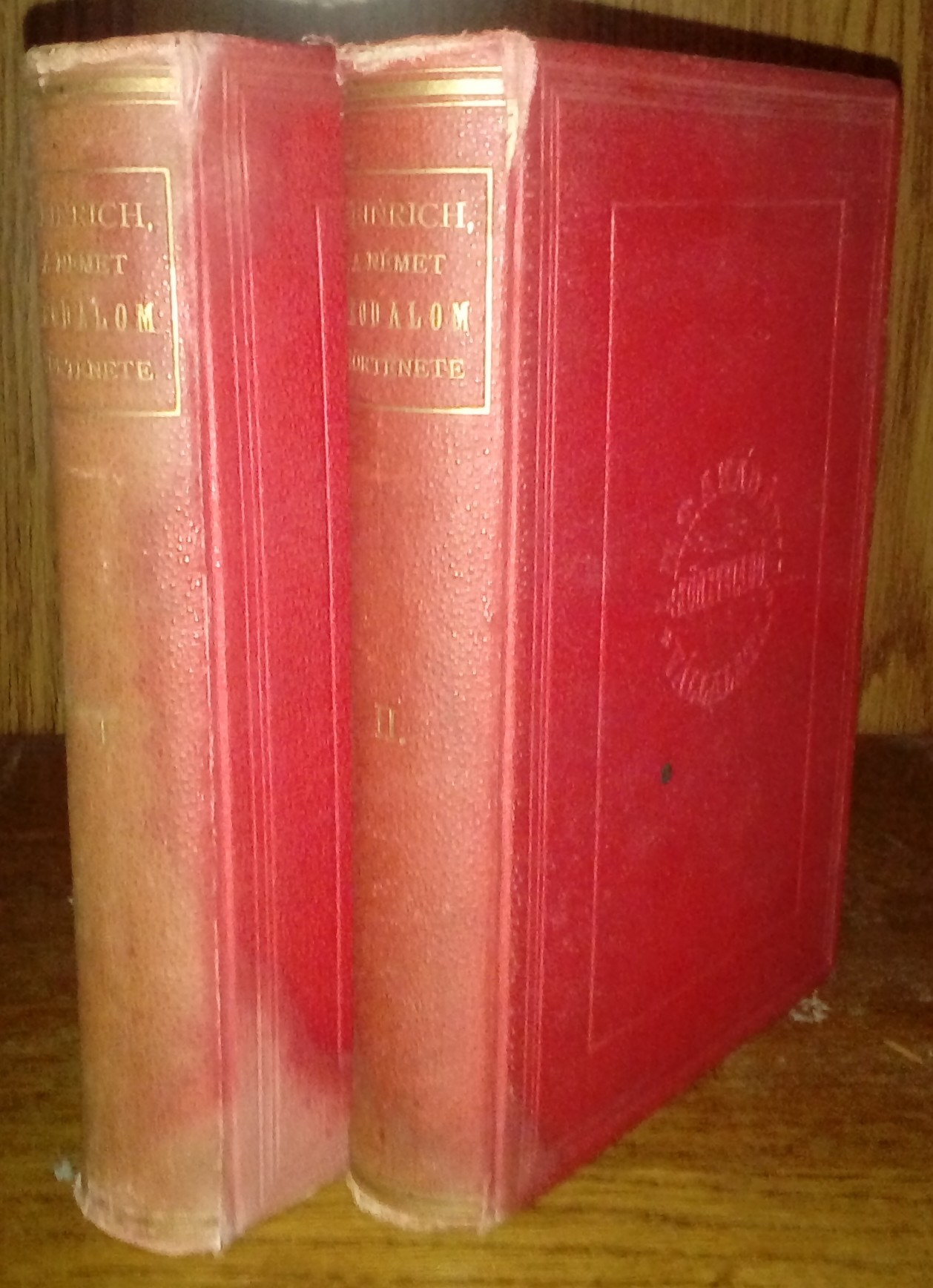
A német irodalom története

- Deutsche Verslehre, Bpest, 1869. (2. kiadás 1878. Ism. Paedagog. Jahresbericht 1879.)
- Cäsars Denkwürdigkeiten über den Gallischen Krieg, übersetzt und erklärt. Budapest,. 1869. Erstes Bändchen (III. 14-ig; több nem jelent meg).
- Deutsches Lehr- und Lesebuch für höhere Lehranstalten, I. Bd. Mit einem Grundriss der Poetik, II. Bd. Mit einem Grundriss der Stillehre, III. Bd. Mit einem Grundriss der Literaturgeschichte. Bpest, 1870-76. (1890-től e címmel: Német tan- és olvasókönyv és magyar jegyzetekkel. I. köt. 6. kiad. Bpest, 1894., II. köt. 9. kiad. 1896, III. köt. 5. kiad. 1894.)
- Német olvasókönyv középiskolák számára. Három kötet. Bpest, 1873-77. (I. köt. 5. kiad. 1889., II. köt. 3. kiad. 1894., III. köt. 2. kiad. 1894.)
- Reden und Studien von Aug. Greguss. (ford.), Zerbst, 1875.
- M. T. Ciceronis Cato major de senectute, magyarázta. Bpest, 1869., (2. kiad. 1877. Görög és latin remekírók IX. Bir. Tanáregyleti Közlöny).
- M. T. Ciceronis Laelius de amicitia, magyarázta. Bpest, 1869. (2. kiad. 1877. Görög és latin remekírók X.)
- Franz Deák von Anton Csengery (ford.) Leipzig, 1877.
- Német balladák és románczok bevezetéssel és magyarázattal. I. Bevezetés, Bürger, Goethe. Leipzig, 1878. 3. kiad. 1896. (Jeles írók tára III.)
- Kazinczy F., Bácsmegyei gyötrelmei, bevezetéssel és jegyzésekkel ellátta. Leipzig, 1878. (Olcsó Könyvtár 60.)
- Bánk bán a német költészetben. Irodalomtörténeti tanulmányok. Leipzig, 1879. (Ism. Havi Szemle, Wiener Abendpost 1879. júl. 12., berlini Nationalzeitung 1879. szept. 9., Zeitschrift für deutscher Alterthum, XXI. Anzeiger 132. l.)
- Herder Cid-románczai, kiadta és magyarázta. Leipzig, 1879., 3. kiadás 1893. (Jeles Irók Tára IX. Ism. Katona Lajos Egyet. Philolog. Közlöny).
- Mészáros Ignácz Kartigámja bevezetéssel és jegyzetekkel kiadta. Leipzig, 1880. (Olcsó Könyvtár 93.)
- Boccaccio élete és művei, a legújabb kutatások alapján. Budapest, 1881. (Ism. P. Napló 97. sz., Főv. Lapok, Philolog. Wochenschrift 1882. máj. 6., Zeitschrift für vergleich. Literaturgeschichte VII. 1894. 227. l. Egyetemes Philolog. Közlöny XVIII. 1894. 545. l.)
- Etzelburg és a magyar hunmonda. Budapest, 1882. (Értek. a nyelv- és széptud. köréből X. 2. Székfoglaló.)
- Hartmann v. Aue, Der arme Heinrich, XIII. sz. német költői elb., bevezetéssel, jegyzetekkel és szótárral kiadta. Leipzig, 1882.
- Emlékbeszéd Klein Lipót Gyula fölött. Budapest, 1882. (Ért. a nyelv- és széptud. kör. X. 10.)
- Schiller, Wilhelm Tell, kiadta és magyarázta. Leipzig, 1883. 3. kiad. 1896. (Jeles Irók Isk. Tára XXI.)
- Dugonics András, Kún László, bevezetéssel kiadta. Leipzig, 1883. (Olcsó Könyvtár 186.)
- Német balladák és románczok, II. Schiller balladái és románczai, magyarázta. Leipzig, 1885., 2. kiad. 1896. (Jeles Irók XXV.)
- Kudrun, a monda és az eposz. Budapest, 1885. (Ért. a nyelv- és széptud. kör. XIII. 1.)
- A német irodalom története. I. köt. Leipzig, 1886.; II. köt. Leipzig. 1889.
- Dugonics András, Báthory Mária, irodalomtörténeti bevezetéssel. Leipzig, 1887. (Olcsó K. 230.)
- Goethe Fausztja. Tanulmányok, írták Boyesen H. H. és Heinrich G. Leipzig, 1888.
- Lessing, Minna v. Barnhelm, kiadta és magyarázta. Leipzig, 1888. (Jeles Ivók XXXII.)
- A német irodalom rövid története középiskolák számára. Leipzig, 1889.
- Dugonics András, Toldi Miklós, irodalomtörténeti bevezetéssel. Leipzig, 1893. (Olcsó K. 326.)
- Egyetemes irodalomtörténet. Budapest, 1903.
- Ossian. Budapest, 1903.
- Ünnepi beszéd, melyet a budapesti kir. magyar tud.-egyetem újjáalakításának CXXIV. évfordulója alkalmából 1904. máj. 13-án mondott Heinrich Gusztáv. Budapest, 1904.
- Magyar elemek a német költészetben. Budapest, 1909.
- Az ál-shakespearei drámák : irodalomtörténeti kísérlet. Budapest, 1910.
- Deutsche Verslehre. Budapest, 1912.
- Faust. Bp., 1914.
- A Don Juan-monda. Bp., 1917.
- A bolygó zsidó mondája. Bp., 1920.
- Árgirus-mese. Bp., 1921.